# Jayson Castro
Jayson Castro, né le 30 juin 1986, à Guagua, aux Philippines, est un joueur philippin de basket-ball. Il évolue au poste de meneur.

## Palmarès
- Finaliste du championnat d'Asie 2013
- Champion PBA (2008-09 Philippine, 2010-11 Philippine 2010-11 Commissioner's 2011-12 Philippine 2012-13 Philippine)